# موز آبی

موز آبی

موز آبی (انگلیسی: Blue Banana)، مگالوپلیس اروپایی یا محور میلان–لیورپول منطقه‌ای ناپیوسته دارای بافت جمعیتی شهرنشین در غرب و مرکز اروپاست که جمعیتی معادل ۱۱۲ ملیون نفر دارد. 